# 이슬람 민주주의 정당 목록
다음은 현존하는 이슬람 민주주의 정당들의 목록이다.

## 정당

### ㅂ
보스니아 헤르체고비나
- 민주행동당

### ㅇ
이란
- 이슬람 이란 건설자 동맹

 이집트
- 자유정의당

 튀르키예
- 정의개발당

### ㅈ
이란
- 전투적 성직자회